# Jos Suijkerbuijk

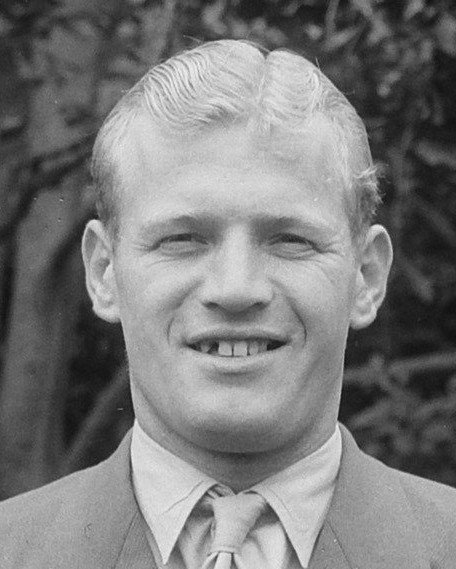
Adri Suijkerbuijk (1954)

Adri „Jos“ Suijkerbuijk, auch Adri Suykerbuyk, (* 20. April 1929 in Princenhage, Breda; † 1. Februar 2015 in Made, Provinz Nordbrabant) war ein niederländischer Radrennfahrer. 
Jos Suijkerbuijk war von 1951 bis 1957 Profi. 1953 gewann er mit der niederländischen Straßennationalmannschaft unter dem Sportlichen Leiter Kees Pellenaars die Mannschaftswertung der Tour de France und kam in der Gesamtwertung auf Platz 40. Bei seiner zweiten und letzten Tour-de-France-Teilnahme 1954 fiel er auf der vorletzten Etappe wegen eines Schlüsselbeinbruchs nach einem Sturz aus.